# Montalvin Manor (Kalifornija)
Montalvin Manor je naseljeno područje za statističke svrhe u američkoj saveznoj državi Kalifornija. Prema popisu stanovništva iz 2010. u njemu je živjelo 2.876 stanovnika.